# La Palma, Ayotlán
La Palma är en ort i Mexiko.   Den ligger i kommunen Ayotlán och delstaten Jalisco, i den centrala delen av landet, 400 km väster om huvudstaden Mexico City. La Palma ligger 1 865 meter över havet och antalet invånare är 668.
Terrängen runt La Palma är kuperad åt sydväst, men åt nordost är den platt. Terrängen runt La Palma sluttar söderut. Runt La Palma är det ganska tätbefolkat, med 90 invånare per kvadratkilometer. Närmaste större samhälle är Atotonilco el Alto, 9,3 km väster om La Palma. I omgivningarna runt La Palma växer huvudsakligen savannskog.